# 1615 Bardwell
1615 Bardwell è un asteroide della fascia principale del diametro medio di circa 27,78 km. Scoperto nel 1950, presenta un'orbita caratterizzata da un semiasse maggiore pari a 3,1297016 UA e da un'eccentricità di 0,1792202, inclinata di 1,68218° rispetto all'eclittica.
L'asteroide è dedicato all'astronomo statunitense Conrad M. Bardwell (1926-2010).